# Bonanno: A Godfather's Story
 (janvier 2017).
Pour plus de détails, voir Fiche technique et Distribution.
Bonanno : L'Histoire d'un parrain (A Godfather's Story) est un téléfilm canado-américano-italien réalisé par Michel Poulette, diffusé en 1999.

## Synopsis
Le téléfilm raconte l’histoire de la célèbre famille mafieuse Bonanno. C’est la première réalisation en anglais de Michel Poulette.

## Fiche technique
- Titre québécois : Bonanno : L'Histoire d'un parrain
- Première diffusion :
  -  Canada : 25 juillet 1999 sur The Movie Network ;
  -  Québec : 3 octobre 1999 à Super Écran, puis les 8, 15 et 22 janvier 2001 sur le réseau TVA

## Distribution
- Martin Landau (VQ : Vincent Davy) : Joseph Bonanno, âgé de 94 ans
  - Bruce Ramsay (VQ : Antoine Durand) : Joseph Bonanno, âgé de 17 à 27 ans
  - Tony Nardi (VQ : lui-même) : Joseph Bonanno, âgé de 35 à 61 ans
- Guido Grasso Jr. (VQ : Alain Zouvi) : Peter Maggadino
- Costas Mandylor (VQ : François L'Écuyer) : Salvatore Bonanno
- Edward James Olmos (VQ : Pierre Chagnon) : Salvatore Maranzano
- Vito DeFilippo (VQ : Serge Postigo) : Gaspar DiGregario (jeune)
  - Domenico Fiore : Gaspar DiGregario (plus âgé, en tant que Dom Fiore)
- Zachary Bennett : Bill Bonanno
- Jessica Welch (de) (VQ : Christine Bellier) : Fanny Labruzzo (jeune)
  - Claudia Ferri (VQ : elle-même) : Fanny Labruzzo (plus âgée)
- Vito Rezza (VQ : Jean-Louis Millette) : oncle Frank Labruzzo
- Philip Bosco (VQ : Jean-Luc Montminy) : Steve Maggadino
- Tony Calabretta (VQ : Benoit Rousseau) : Joe Masseria
- Vince Corazza (VQ : Daniel Picard) : Charlie « Lucky » Luciano
- Frank Fontaine (VQ : Daniel Lesourd) : Carlo Gambino
- Robert Loggia (VQ : Yves Massicotte) : Don Ciccio
- Michael A. Miranda (VQ : Mario Desmarais) : Joe Profaci
- Harry Standjofski (VQ : Theoharis Standjofski) : Joe Stabile
- À confirmer (VQ : Jacques Lavallée) : Frank Costello
- À confirmer (VQ : Gilbert Lachance) : Giovanni
- À confirmer (VQ : Martin Watier) : Bill Salvatore
- Aldo Tirelli : Bastiano Buster Domingo
- Frank Pellegrino : John Tartamella
- Antonio Maltese : cadet naval italien

 Source et légende : version québécoise (VQ) sur Doublage.qc.ca